# Marisa Brunner
Marisa Brunner (* 28. Mai 1982 in Aarau) ist eine ehemalige Schweizer Fussballspielerin. Sie war bis zum 6. März 2013 Rekordnationalspielerin ihres Landes.

## Fussball

### Vereinsfussball
Ihre Karriere begann Brunner 1993 beim FC Oberentfelden, wechselte 1994 zum FC Aarau, 2001 dann zum FC Sursee (seit 1. Juli 2004: SC LUwin.ch Luzern), mit dem sie insgesamt fünfmal Schweizer Meisterin wurde und viermal den nationalen Cupwettbewerb gewann. 2006 wechselte sie zum deutschen Bundesligisten SC Freiburg. Mit diesem spielte sie vier Jahre in der 1. Bundesliga, ehe der Verein 2010 abstieg. In der auf den direkten Wiederaufstieg 2011 folgenden Bundesligasaison beendete Brunner am 12. März 2012 ihre aktive Karriere aus gesundheitlichen Gründen. Nach sieben Monaten Pause, am 28. Oktober 2012, gab sie beim SC Sand in der 2. Bundesliga Süd ihr Comeback mit einem Auswärts-Sieg (4:2) beim FFC Frankfurt II. Bereits im Dezember 2012 beendete sie das Engagement wieder, womit auch ihre aktive Karriere endete.

### Auswahlmannschaften
In der Aargauer Auswahl und der Schweizer U-18-Nationalmannschaft kam Brunner einige Male zum Einsatz, ehe sie zur Nummer eins im Tor der A-Nationalmannschaft aufstieg, in der sie am 29. März 2003 in Köniz gegen die Slowakei debütierte (Endstand 4:0).
Am 14. März 2012 gab sie ihr Karriereende verletzungsbedingt mit sofortiger Wirkung bekannt. Ihr letztes Länderspiel bestritt sie am 4. März 2012 im Rahmen des Zypern Cups gegen Finnland. Insgesamt bestritt sie 78 Länderspiele für die Schweiz.
Brunner war eine Zeitlang Rekordnationalspielerin. Am 23. Oktober 2012 stellte Martina Moser bei der 0:3-Niederlage gegen Schweden mit ihrem 78. Länderspiel ihren Rekord ein und überbot ihn am 6. März 2013 bei der 0:2-Niederlage gegen Kanada. Auch als Rekordnationaltorhüterin wurde Brunner inzwischen von Gaëlle Thalmann abgelöst.

## Persönliches
Brunner absolvierte von 2002 bis 2010 ein Studium der Germanistik, Wirtschaftswissenschaften, Computerlinguistik und Komparatistik an der Universität Zürich. Sie arbeitet heute als Torhütertrainerin und in der Privatwirtschaft.

## Erfolge und Bemerkenswertes
- Schweizer Meisterin 2002, 2003, 2004, 2005, 2006
- Schweizer Cupsiegerin 2002, 2004, 2005, 2006

In der Saison 2010/2011 blieb Brunner in der Zweiten Bundesliga Süd insgesamt 836 Minuten ohne Gegentreffer.

## Auszeichnungen
- Schweizer «Spielerin des Jahres» 2005 und 2007